# 察合台汗國
察合台汗国（1224年—1570年/1700年）是蒙古四大汗国之一，由察合台、其孙子哈剌旭烈及他的後人管理，建於1222年，于1346年分为东西两部分。其形成中亚广泛使用的察合台语（后发展为维吾尔语和乌兹别克语）。
1369年西察合台汗國实际上亡於帖木兒帝国，至1402年汗统结束。
东察合台汗国在中国史籍以国都为名，先后称为别失八里（唐朝的庭州、北庭都护府，今新疆吉木萨尔）、亦力把里（歪思汗之后，即伊犁，今新疆伊宁市）、土鲁番（也密力火者、速檀阿力之后，即唐朝的西州、高昌，今新疆吐鲁番市）。1570年，东察合台汗国（此时为吐鲁番汗国）最后一任汗马速与同是察合台系的叶尔羌汗国交战被俘，东察合台汗国正支汗统结束。
东察合台汗速檀阿黑麻之子赛德于1514年建立叶尔羌汗国，1570年吞并吐鲁番汗国（东察合台汗国直系汗统），多数历史学家将叶尔羌汗国与察合台汗分开，亦可认为是东察合台汗国的延续，至1700年左右被准噶尔汗国灭亡。

## 国名
察合台汗国在历史上被称为“中央蒙古国”。在曾经到访元朝的伊本·白图泰的阿拉伯文记录中解释了来源，因为其地处蒙古诸汗国之中间，故而得名。此外，1375年的加泰罗尼亚地图集将察合台汗国对应的地区称为“Imperium Medorum”，可能是“中央帝国”的另一个翻译。这种描述表明察合台汗国被称为“中间帝国”，因为它正好位于欧亚大陆的中部。
察合台汗国（羅馬化：Chaghatai-yin Ulus，察合台兀鲁思）的称谓并未出现在历史文献中，仅为现代历史学家用来描述该国的称谓。

## 歷史
察合台汗國原为铁木真（成吉思汗）次子察合台的封地。初领有西辽旧地，包括天山南、北路與额尔齐斯河和瑪納斯河流域及今日阿姆河、锡尔河之间的中亚河中地区（最強时由阿尔泰山至咸海）。初時建都於阿力麻里附近的虎牙思（即今日中國大陸新疆霍城县水定镇西北）。察合台汗国君主都哇与窝阔台後王海都联合，屡与元朝军队争战，终忽必烈一朝未断，并一度攻占漠北哈拉和林。1271年至1301年，窝阔台後王海都还曾实际控制察合台汗国朝政几十年。直到1304年才和海都汗之子察八儿与元成宗讲和。
察合台汗國的對外活動，主要是和周边包括元朝在内的各蒙古汗国，也曾与罗马教廷往来；战争方面，多與德里蘇丹國等统治印度次大陆的勢力開戰。1297年-1306年，察合台汗國多次入侵德里蘇丹國，並曾兵臨當時的印度首都德里，但每次都大败而回，直到大汗都哇去世。另外亦騷擾伊兒汗國的呼羅珊地區。由於察合台汗國被其餘蒙古勢力重重包圍，導致其軍事活動大致上限於掠奪印度。
1306年，都哇擊败窝阔台的察八儿，並尽收海都生前從察合台汗國奪取的侵地。1310年，都哇子怯別再破察八儿，並和元朝兼并了窝阔台汗国。他的後人答儿麻失里因為改宗伊斯蘭教，引起蒙兀兒斯坦的伊塞克湖和伊犁河流域的游牧民動亂。他的前輩怯別放棄每年到蒙兀兒斯坦的巡視，使汗國開始分裂。
合贊算端由说突厥语的貴族加茲罕擁立，汗國正式分裂。東察合台汗國的杜格拉特部擁立了禿忽魯帖木兒成為新汗，他和他的兒子也里牙思火者，曾經統一汗國。1363年，帖木儿将西部汗國的汗变成了傀儡。中亚河中地区的察合台汗实际上仅仅是形式上的统治者。权力已经转到地区突厥语贵族手中。這些部落有巴魯剌思部、速勒都思部、札剌亦兒部、乃蠻部。察合台汗國完成了突厥化。帖木兒在1369年消滅最後的西部汗國。

## 察合台汗国君主列表

### 察合台汗国（汗国统一时期，1224年—1346年）

察合台汗国，13世纪晚期

| 名字       | 在位時間      |
| 察合台     | 1224年—1241年 |
| 哈剌旭烈   | 1241年—1246年 |
| 也速蒙哥   | 1246年—1251年 |
| 兀鲁忽乃   | 1251年—1260年 |
| 阿鲁忽     | 1260年—1266年 |
| 木八剌沙   | 1266年        |
| 八剌       | 1266年—1271年 |
| 聂古伯     | 1271年        |
| 秃里帖木儿 | 1271年—1272年 |
| 都哇       | 1272年—1306年 |
| 宽阇       | 1306年—1308年 |
| 塔里忽     | 1308年—1309年 |
| 也先不花   | 1310年—1320年 |
| 怯别       | 1320年—1326年 |
| 燕只吉台   | 1326年—1329年 |
| 都来帖木儿 | 1329年—1330年 |
| 答儿麻失里 | 1330年—1334年 |
| 不赞       | 1334年—1335年 |
| 敞失       | 1335年—1338年 |
| 也孙帖木儿 | 1338年—1339年 |
| 阿里算端   | 1339年—1342年 |
| 麻哈没的   | 1342年—1343年 |
| 合赞算端   | 1343年—1346年 |

### 西察合台汗国（东西分裂后，1346年—1369年）或（1346年—1402年）
| 名字         | 在位時間      |
| 答失蛮察     | 1346年—1348年 |
| 拜延忽里     | 1348年—1358年 |
| 铁穆尔沙     | 1358年        |
| 阿的勒算端   | 1363年        |
| 合不勒沙     | 1363年—1370年 |
| 昔兀儿海迷失 | 1370年—1384年 |
| 麻哈没的算端 | 1384年—1402年 |

### 东察合台汗国（1347年—1570年）

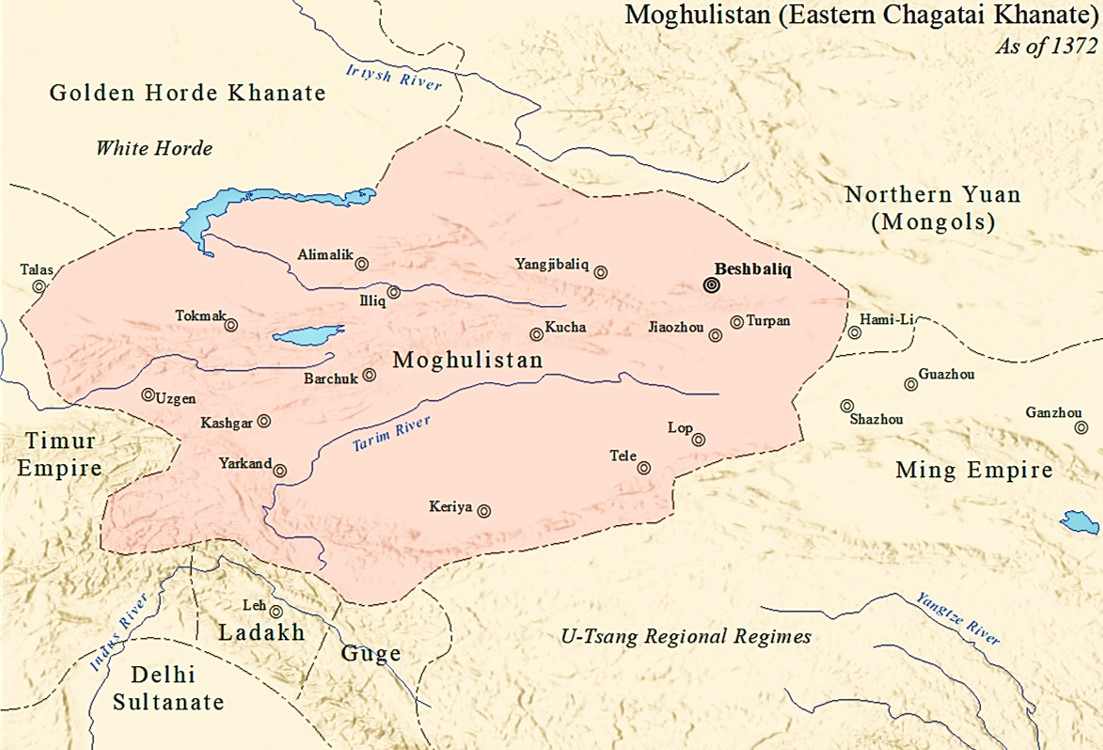
东察合台汗国，1372年

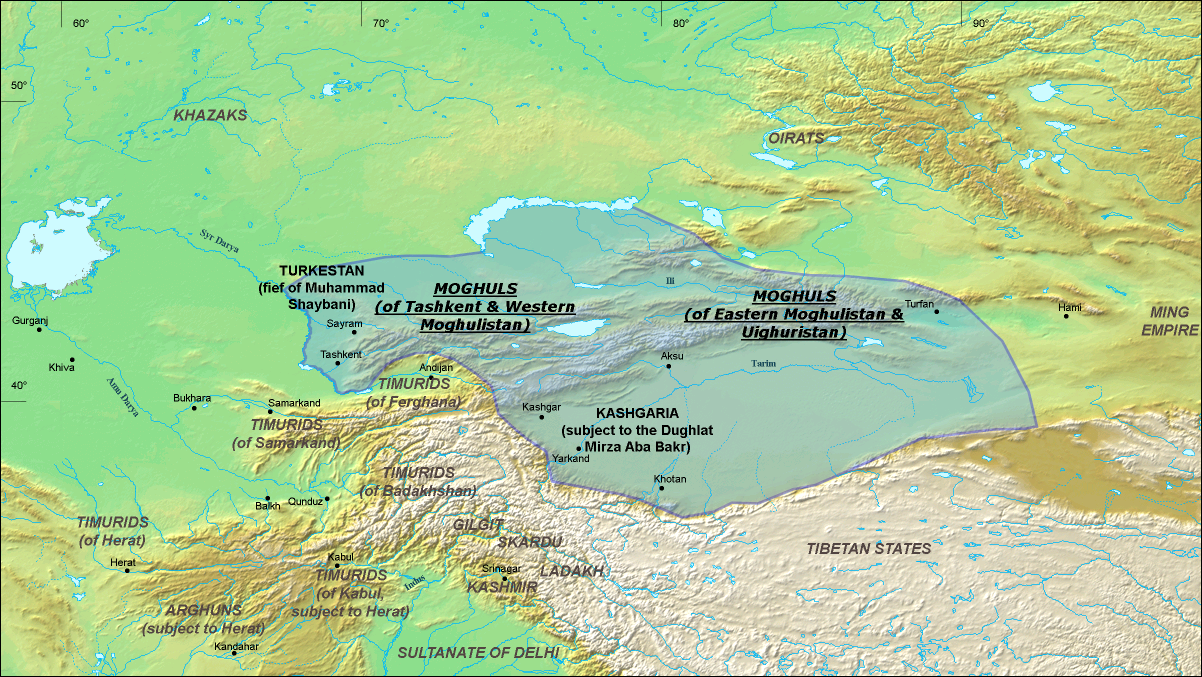
东察合台汗国，1490年

- 也先不花
- 秃忽鲁帖木儿（1347－1362）
- 也里牙思火者（1362－1363）
- 哈马儿丁（1363－1388之前）

#### 别失八里（定都别失八里时期，约1388年—1418年）
- 黑的儿火者（不迟于1386－1404以前）
- 沙迷查干（1404以前－1408）
- 马哈麻（1408－1415）
- 纳黑失之罕（1415－1418）

#### 亦力把里（定都亦力把里时期，1418年—1508年）
- 歪思汗（1420－1437）

也先不花二世后裔
- 也先不花二世（1437－1462）
- 笃思忒马黑麻（1462－1468）
- 怯别速檀乌黑阑

羽奴思后裔
- 羽奴思（1468－1487）
- 速檀马哈木（1487－1508）

#### 吐鲁番汗国（东部正统汗系残余，1487年—1570年）
- 速檀阿黑麻（羽奴思子，馬哈木弟，1487－1503）
- 速檀满速儿（1501－1542）
- 沙汗（1542－1565）
- 马速（1565－1570）

### 叶尔羌汗国（1514年—1700年）

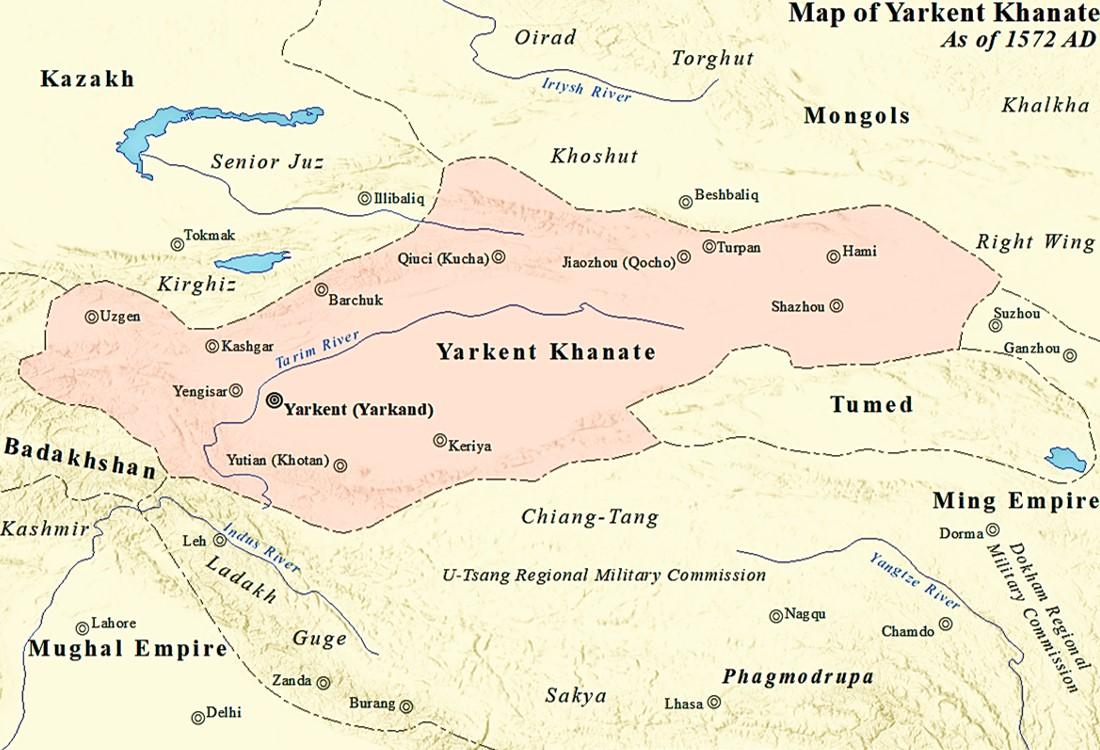
叶尔羌汗国，1572年

- 赛德（阿黑麻汗之子，滿速兒之弟，1514－1533）
- 拉失德（1533－1560）
- 阿不都克木（1560－1592）
- 马黑麻（1592－1610）
- 阿黑麻（1610－1619）
- 沙拉夫·丁·速檀（1615）
- 忽来失速檀（1619）
- 阿布杜拉提甫（1619－1631）
- 夫拉德汗·速檀阿黑麻（1631－1632）
- 克雷奇汗·速檀马合木（1632－1635）
- 夫拉德汗·速檀阿黑麻第二次在位（1635－1638）
- 阿不都拉哈汗（1638－1667）
- 尧勒瓦斯（1667－1669）
- 阿不都·拉提夫（1669－1670）
- 伊思玛业勒（1667－1680，與尧勒瓦斯同時在阿克蘇立汗，滅亡阿不都·拉提夫政權後統一汗國）
- 阿卜都里什特（1680—1682）此後葉爾羌汗國淪為蒙古準噶爾部的附庸
- 馬哈麻特額敏（1680—1692？）
- 阿克巴錫（1694—？）
- 速檀阿哈瑪特（1700？）